# Liste der Naturdenkmale in Schluchsee (Gemeinde)
| Naturdenkmale | Anzahl |
| ------------- | ------ |
| FND           | 0      |
| END           | 1      |
| Gesamt        | 1      |

Die Liste der Naturdenkmale in Schluchsee nennt die verordneten Naturdenkmale (ND) der im baden-württembergischen Landkreis Breisgau-Hochschwarzwald liegenden Gemeinde Schluchsee. In Schluchsee gibt es insgesamt ein als Naturdenkmal geschütztes Objekt, das ein flächenhaftes Naturdenkmal (FND) ist.
Stand: 1. November 2016.

## Einzelgebilde (END)
| Name                                              | Bild | Kennung     | Einzelheiten | Position | Fläche Hektar | Datum |
| ------------------------------------------------- | ---- | ----------- | ------------ | -------- | ------------- | ----- |
| 1 Sommerlinde an Straßenabzweigung Lachenrütteweg | BW   | 83151020001 | Schluchsee   | ⊙        | 0,0           |       |
| Legende für Naturdenkmal                          |      |             |              |          |               |       |